# دير نيو مينش
دير نيو مينش أو رأس كبير (الرجل الجديد) (بالألمانية: Großer Kopf (Der Neue Mensch)) كان نحتًا صنعه الفنان الألماني أوتو فروندليتش في عام 1912 ويعتقد أنه تم تدميره في حوالي عام 1941. تعتبر الآن واحدة من أهم المنحوتات المعاصرة المصنوعة في ألمانيا قبل الحرب العالمية الأولى. [بحاجة لمصدر]

## الفن المنحل
ولد أوتو فروندليتش في عائلة يهودية في بروسيا عام 1878. قرر أن يصبح فنانًا وانتقل إلى باريس عام 1908، لكنه صنع النحت في هامبورغ عام 1912 خلال إحدى رحلاته الدورية إلى ألمانيا. 

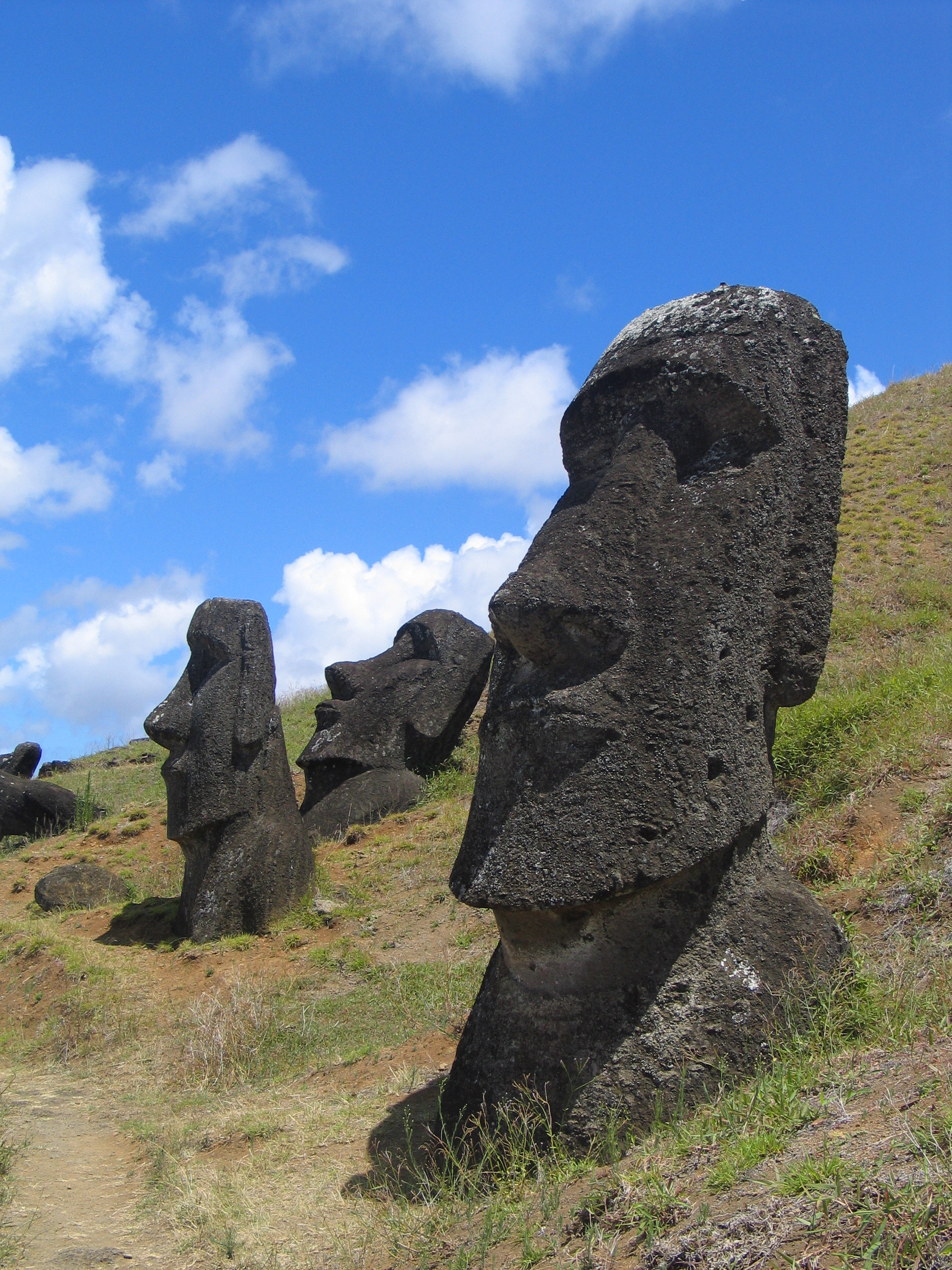
تعيين مواي على سفح التل في رانو راراكو في جزيرة الفصح

الأعمال الفنية الحديثة، وخاصة تلك التي تتأثر بالبدائية اعتبرت، Entartete Kunst (فن منحط) من قبل النظام النازي، وسحب نحت فروندليتش من العرض بعد حصول النازيين على السلطة في ألمانيا في عام 1933. تم وضعه في معرض الفن المنحل (Ausstellung "Entartete Kunst") الذي افتتح في ميونيخ في عام 1937، وعرض في ردهة الطابق الأرضي مع عمل خشبي، Der Schmied von Hagen، بواسطة إرنست لودفيغ كيرشنر. تم عرضه على غلاف كتالوج المعرض، الذي نُشر في نوفمبر 1937 وتم بيعه مقابل 30 بفنغ، كما تم تضمينه في «المجموعة 8» في الدليل، إلى جانب أعمال لفنانين يهوديين آخرين. قام المعرض بجولات، وتم عرضه لاحقًا في إحدى عشر مدينة ألمانية ونمساوية أخرى حتى عام 1941. 
اختفى النحت في عام 1941، ومن المرجح أنه تم تدميره في ذلك التاريخ تقريبًا، على الرغم من أن قطعة مكسورة من تمثال من الطين من رأس فروندليك تم تضمينها أيضًا في معرض Entartete Kunst تم اكتشافه في الطابق السفلي في برلين في عام 2010. 
قضى فروندليتش بضع سنوات في ألمانيا أثناء وبعد الحرب العالمية الأولى، لكنه عاد إلى باريس في عام 1925. في بداية الحرب العالمية الثانية في عام 1939، تم اعتقاله من قبل الحكومة الفرنسية كعدو أجنبي، ولكن تم إطلاق سراحه في عام 1940 بناءً على طلب بيكاسو. اختبأ عندما احتلت ألمانيا فرنسا، ولكن تم القبض عليه في عام 1943. تم إرساله إلى معسكر اعتقال مايدانيك، حيث قُتل في يوم وصوله في 9 مارس 1943. 